# Géza Ottlik
Géza Ottlik, węg. Ottlik Géza (ur. 9 maja 1912 w Budapeszcie, zm. 9 października 1990 tamże) – węgierski pisarz, tłumacz literatury oraz teoretyk brydża, współautor książki Adventures in Card Play.

## Dzieła
(przetłumaczone na j. polski)
- Szkoła na granicy, Warszawa 1973, 1980;
- Przygody z rozgrywką (Adventures in Card Play), cz. 1, 1987; – napisana wspólnie z Hugh Walterem Kesleyem
- Géza Ottlik – Jad Waszem (ang.)